# Хосе Чатрук
Хосе Чатрук (ісп. José Manuel Chatruc) — аргентинський футболіст українського походження. Народився 9 листопада 1976 року. Зріст — 175 см, вага 0 75 кг. Півзахисник. 2001 року виявив бажання грати за збірну команду України з футболу, проте виклику від тренерського штабу національної дружини не отримав. Вихованець юнацької команди Атлетіка Платенсе

## Кар'єра
| Рік виступів | Команда                    | Кількість ігор та голів |
| ------------ | -------------------------- | ----------------------- |
| 1995—1999    | Атлетіка Платенсе          | 62/6                    |
| 1999—2002    | Расінг (Авельянеда)        | 92/16                   |
| 2002—2003    | Сан-Лоренцо (Буенос-Айрес) | 32/7                    |
| 2003         | Грассгоппер                | 13/1                    |
| 2004         | Барселона (Ґуаякіль)       | 31/3                    |
| 2005         | Естудіантес (Ла-Плата)     | 23/1                    |
| 2006         | Кільмес                    | 27/2                    |
| 2007         | Атлетіко (Банфілд)         | 9/0                     |
| 2007—2009    | Расінг (Авельянеда)        | 21/1                    |
| 2009—2010    | Тіро Федераль              |                         |
| 2012         | Клуб Мерседес              | 1/1                     |